# Плейн, Филипп
Филипп Пляйн (нем. Philipp Plein; 16 февраля 1978, Мюнхен) — немецкий модельер и основатель компании Phillip Plein International Group, в которую входят бренды Philipp Plein, Plein Sport и Billionaire Couture.

## Карьера
Плейн учился на юриста, но заинтересовался дизайном мебели. Вскоре его проекты привлекли внимание экспертов в сфере оформления интерьеров, и в 1998 году он основал свою компанию в Мюнхене, Германия.

## Бренд
В первых коллекциях Плейна были винтажные пиджаки в стиле милитари с вышивкой из черепов со стразами Swarovski, которые он продавал в Maison et Objet в Париже.
В 2006 году появилась линейка аксессуаров, а в 2008 году состоялся запуск коллекции Couture.
В 2008 году на модном шоу «Топ-модель по-немецки» Филипп Плейн представил свою коллекцию «хэви-металл». В 2009 году в сотрудничестве с Mattel он создал куклу Барби Philipp Plein и представил её во время празднования 50-летнего юбилея Барби на Нюрнбергской выставке игрушек.
В том же году были открыты первый магазин в Монте-Карло и первый шоу-рум в Милане.
В 2010 году открылись бутики Плейна в Вене, Москве, Сан-Тропе, Каннах и Кицбюэле, а также шоу-рум в Дюссельдорфе. Модный показ коллекции женской одежды Весна-Лето 2011 дебютировал на Неделе моды в Милане в сентябре. Местом проведения стала секуляризированная церковь XVI века, украшенная белыми розами. На афтепати диджей-сет отыграл Пьер Саркози, он же стал лицом рекламной кампании для мужской коллекции Весна-Лето 2011.
Послом коллекции Осень-Зима 2010 стала Миша Бартон, а Линдси Лохан представила рекламную кампанию Весна-Лето 2012. В 2011 году открылся шоу-рум в Гонконге. Модный показ женской коллекции Осень-Зима 2011, состоявшийся в феврале, предварял концерт оркестра и диджей-сет от Пичес Гелдоф.
В 2012 году открылись десять бутиков в Марбелье, Москве (Crocus), Баку, Милане, Дубае, Санкт-Петербурге, Сеуле, Макао, Амстердаме и Берлине.
В 2012 году Плейн подписал соглашение с футбольным клубом «Рома» о создании формы для игроков на сезон 2012/2013 и четыре последующих сезона.
В 2013 году розничная сеть расширилась с открытием магазинов в Порто-Черво, Москве, Париже, Майами, Сеуле и Нью-Йорке.
В 2014 году открылись магазины в Гонконге, Лос-Анджелесе, Нью-Йорке, Бодруме, Дохе и на Ибице, а также первый магазин беспошлинной торговли Плейна в аэропорту Вены. Мужская коллекция Осень-Зима 2014 была создана продюсером модных показов Этьеном Руссо.
Модный показ мужской коллекции Весна-Лето 2015 и афтепати состоялись в заброшенном бассейне, отреставрированном специально для шоу.
В феврале 2017 года состоялись показы мужской и женской линии одежды Осень-Зима 2017/2018 в рамках Недели моды в Нью-Йорке.
В мае 2017 года Плейн провел показ круизной коллекции 2018 на своей вилле в Каннах во время Каннского кинофестиваля.
В июне 2017 года состоялись три показа для каждого бренда Плейна на Неделе мужской моды в Милане, где были продемонстрированы коллекции Philipp Plein, Plein Sport и Billionaire Couture.
В декабре 2019 года Филипп презентует новую коллекцию одежды и аксессуаров весна-лето 2019/READY-TO-WEAR.

## Награды
- 2007 — Награда в номинации «Национальный бренд года» от GQ Awards.[28]
- 2008 — Победитель премии New Faces («Новые лица») в номинации «Мода».[29]
- 2014 — Награда в номинации «Международный модный бренд» на премии Best Fashion Awards, организуемой мужским журналом Esquire Middle East Man.[30]
- 2016 — Победитель немецкой премии журнала GQ «Человек года» в номинации «Мода».[31][32][33]